# دينار آباد (سفالغران)
دينار آباد (بالفارسية: دینارآباد) هي مستوطنة تقع في إيران في قسم سفالغران الريفي. يقدر عدد سكانها بـ 2,142 نسمة .